# Muhajirun
Els muhajirun (de l'àrab: المهاجرون, al-muhājirūn, ‘els emigrants’) és el nom que reben els musulmans que van seguir Mahoma en la seva emigració o hijra (hègira, ‘exili’) de la Meca a Medina, per distingir-los dels primers musulmans de Medina, que foren anomenats els ansars (‘els que ajuden’). El mot àrab muhajirun és el plural de muhàjir, que vol dir ‘emigrant’ en qualsevol context.